# Bučje (okręg zajeczarski)
Bučje (cyr. Бучје) – wieś w Serbii, w okręgu zajeczarskim, w gminie Knjaževac. W 2011 roku liczyła 256 mieszkańców.